# .zm
.zm este un domeniu de internet de nivel superior, pentru Zambia (ccTLD).